# セルヒオ・ロメロ
セルヒオ・ヘルマン・ロメロ（Sergio Germán Romero, 1987年2月22日 - ）は、アルゼンチン・ミシオネス州出身のサッカー選手。ボカ・ジュニアーズ所属。元アルゼンチン代表。ポジションはゴールキーパー。

## クラブ経歴
ラシン・クラブのユース出身で2007年2月11日のCAヌエバ・チカゴ戦でデビュー。6月に行われたFIFA U-20ワールドカップには全試合にスタメンとして出場し、優勝を勝ち取った。この活躍をルイ・ファン・ハール監督に買われ、国内リーグの試合出場わずか5試合のみだったが2007年3月28日にオランダのAZアルクマールへと移籍することが内定した。しかし、2007-08シーズンはボイ・ヴァーテルマンとヨエイ・ディドゥリツァに次ぐ第3GKであった。
2008-09シーズンからは所属するAZでも主力に定着し、出場した28試合のうち18試合でクリーンシートを達成。28年ぶりのリーグ優勝に貢献した。
2011年8月19日、セリエBのUCサンプドリアに移籍。8月26日のカルチョ・パドヴァ戦でデビューした。しかし、その後9月に故障で1ヶ月程離脱しアンジェロ・ダ・コスタにポジションを譲り、チームも一時は3部降格がちらつくほどに低迷したが、年明けになると徐々に息を吹き返し最終的にはプレーオフ圏内の6位に入った。プレーオフではUSサッスオーロ・カルチョとASヴァレーゼ1910相手に好セーブを連発。見事両者に勝って、リーグ6位からの大逆転昇格を果たした。
2013年8月16日、ASモナコへのレンタル移籍が決定。
2015年7月、マンチェスター・ユナイテッドFCに自由契約での移籍が決定し、3年契約を結んだ。2016-17シーズンのリーグ戦ではダビド・デ・ヘアの控えとなったが、UEFAヨーロッパリーグではスタメン出場し、決勝でもオランダのアヤックスを相手に無失点に抑え、大会初優勝に貢献した。
2017年7月16日、マンチェスター・ユナイテッドとの契約を2021年まで延長したと発表した。なお、1年の契約延長オプション付き。
2019年夏、デ・ヘアが退団した場合に正GKをロメロが務める可能性が報じられたが、デ・ヘアは残留したため、控えGKの立場は変わらなかった。
2020-21シーズンはディーン・ヘンダーソンが復帰し第3GKに降格したため、移籍を志願した。しかし、エヴァートンFCなどからオファーがあったにもかかわらず、クラブは認めなかったため残留させられることとなった。これについて、ロメロの妻は苦言を呈している。やはりロメロの予想通りシーズン通しての出場は無く、同シーズン終了後にクラブからの退団を公表した。
2021年10月11日、ヴェネツィアFCと契約。膝の負傷に悩まされ16試合の出場に終わり、シーズン終了後に契約満了で退団した。
2022年8月8日、ボカ・ジュニアーズへ2年半契約で加入。15年ぶりの母国アルゼンチン復帰となった。

## 代表経歴
2008年には北京オリンピック・U-23アルゼンチン代表のメンバー入りを果たすも、オスカル・ウスタリの控えに回る。しかし、ウスタリが準々決勝のオランダ戦で負傷したため、続く準決勝のブラジル戦と決勝のナイジェリア戦に出場。2試合を見事無失点に押さえ、金メダルの立役者となった。
2009年にA代表入りしたが、当初はフアン・パブロ・カリーソ、マリアーノ・アンドゥハルに次ぐ第3GKであった。しかしカリーソが不振に陥り、さらにカリーソからポジションを奪ったアンドゥハルもミスが多く、出番が回ってきた。
2009年9月9日の2010 FIFAワールドカップ・南米予選パラグアイ戦でスタメン出場し、その後最終節までゴールマウスを守った。ワールドカップ本大会でも正GKを務めたが、ドイツに敗れ、ベスト8で敗退した。母国開催のコパ・アメリカ2011でも正GKを務めたが、優勝したウルグアイに敗れ、同じくベスト8で敗退した。
2014 FIFAワールドカップではクラブで控え状態が続いていたことからパフォーマンスを不安視する見方もあったが、最終的に決勝までの7試合で4失点に押さえ、チームの準優勝に貢献した。特に、準決勝のオランダ戦では、PK戦でロン・フラールおよびヴェスレイ・スナイデルの2本のPKをストップし、決勝進出の立役者となった。
2018 FIFAワールドカップは、右膝の負傷により出場を断念した。

## 人物
兄はプロバスケットボール選手のディエゴ・ロメロ。プロバスケットボール選手の傍ら、フロリダ州立大学にも通う大学生でもある。
妻はモデルのエリアナ・ゲルシオである。

## 代表歴

### 出場大会
- アルゼンチン代表
  - 2010 FIFAワールドカップ
  - 2014 FIFAワールドカップ

### 試合数
- 国際Aマッチ 96試合 0得点（2009年-2018年）[9]

| アルゼンチン代表 | 国際Aマッチ | 国際Aマッチ |
| 年               | 出場        | 得点        |
| ---------------- | ----------- | ----------- |
| 2009             | 4           | 0           |
| 2010             | 11          | 0           |
| 2011             | 10          | 0           |
| 2012             | 9           | 0           |
| 2013             | 10          | 0           |
| 2014             | 13          | 0           |
| 2015             | 13          | 0           |
| 2016             | 15          | 0           |
| 2017             | 8           | 0           |
| 2018             | 3           | 0           |
| 通算             | 96          | 0           |

## タイトル

### クラブ
AZアルクマール
- エールディヴィジ : 2008-09
- ヨハン・クライフ・スハール : 2009

マンチェスター・ユナイテッド
- FAカップ : 2015-16
- FAコミュニティ・シールド : 2016
- フットボールリーグカップ : 2016-17
- UEFAヨーロッパリーグ : 2016-17

### 代表
U-20アルゼンチン代表
- FIFA U-20ワールドカップ : 2007

U-23アルゼンチン代表
- オリンピックサッカー金メダル : 2008